# 周长胜

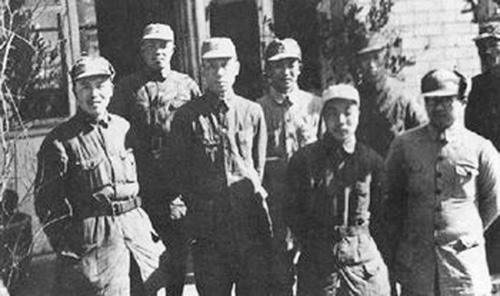
1942年，刘少奇视察115师与山东军区，自左为黎玉、周长胜、刘少奇、陈光、萧华、梁兴初、罗荣桓

周长胜（1913年—1987年1月4日），江西省吉水县人，中国人民解放军将领、中国人民解放军开国少将。
1931年5月成為中国共产党党员，曾任中国人民志愿军21军副军长。1955年，授予中国人民解放军少将。
1987年1月4日因病医治无效，於杭州逝世，终年76岁。